# Lê Đức Anh
Lê Đức Anh (Thua Thien-Hue, Vietnam, 1 de diciembre de 1920-Hanói, Vietnam, 22 de abril de 2019) fue un militar y político vietnamita. Presidente de Vietnam desde 1992 hasta 1997, fue considerado un líder comunista que mantuvo fuerte control del Partido Comunista de Vietnam sobre la política nacional.

## Biografía
Le Duc Anh nació en la provincia de Thừa Thiên-Huế el 1 de diciembre de 1920, mientras Vietnam formaba parte de la Indochina francesa. 
Miembro de muchos años del Partido Comunista de Vietnam, comandó unidades de combate vietcong durante la guerra de Vietnam. Integró el Politburó desde 1982 hasta 1997.  Más adelante ingresó en la política y ocupó una sucesión de cargos en el gobierno antes de ser elegido presidente, substituyendo una presidencia colectiva, el 23 de septiembre de 1992. 
Veterano de cuatro guerras, Anh dirigió las tropas vietnamitas desplegadas en Camboya tras la derrota del régimen genocida de Pol Pot en 1979. Aunque Vietnam se retiró del vecino país en 1989, a él se le atribuye la derrota definitiva de los Jemeres Rojos en 1998.
Dejó el puesto de presidente durante el Congreso del Partido Comunista de Vietnam celebrado en octubre de 1997 siendo sustituido por Tran Duc Luong. En 1996 fue hospitalizado después de un accidente cerebrovascular, pero se recuperó más adelante hasta su fallecimiento en 2019.